# Califórnia (Paraná)
Califórnia ist ein brasilianisches Munizip im Bundesstaat Paraná. Es hat 8.710 Einwohner (2022), die sich Californianer nennen. Seine Fläche beträgt 142 km². Es liegt 807 Meter über dem Meeresspiegel.

## Etymologie
Der Name wurde vom Gründer des Ortes ausgewählt, weil er die Landschaft als ähnlich wie in Kalifornien empfand.

## Geschichte

### Besiedlung
Die Gründung Califórnias ist das Werk von Alberto L. V. Duplessés, einem Bauingenieur französischer Herkunft. Nach den ersten Vermessungs- und Abgrenzungsarbeiten zusammen mit dem Vermessungsingenieur Minotti Bolinelli dauerte es nicht lange, bis der Wald abgeholzt und die ersten Häuser gebaut wurden.
Ab 1942 strömten zahlreiche Siedler aus Minas Gerais in das neue Patrimonium, kauften Grundstücke, ließen sich in der Gegend nieder und gründeten das Dorf.

### Erhebung zum Munizip
Califórnia wurde durch das Staatsgesetz Nr.  253 vom 26. November 1954 aus dem Munizip Araruva (heute: Marilandia do Sul) ausgegliedert und selbst in den Rang eines Munizips erhoben. Es wurde am 17. Dezember 1955 als Munizip installiert.

## Geografie

### Fläche und Lage
Califórnia liegt auf dem Terceiro Planalto Paranaense (der Dritten oder Guarapuava-Hochebene von Paraná) auf 23° 39′ 00″ südlicher Breite und 51° 21′ 18″ westlicher Länge. Seine Fläche beträgt 142 km². Es liegt auf einer Höhe von 807 Metern.

### Vegetation
Das Biom von Califórnia ist Mata Atlântica.

### Klima
In Califórnia herrscht warm gemäßigtes Klima. Der Niederschlag in Califórnia ist hoch, auch im trockensten Monat. Die Klimaklassifikation nach Köppen und Geiger lautet Cfa. Im Jahresdurchschnitt liegt die Temperatur bei 20,8 °C. Innerhalb eines Jahres gibt es 1922 mm Niederschlag.

### Gewässer
Califórnia liegt beidseits der Wasserscheide zwischen Ivaí und Tibají. Im Teil des Munizips westlich der Rodovia do Café fließen die Bäche zum Ivaí. Der östliche Teil wird über den Ribeirão Califórnia und einer Vielzahl kleinerer Bäche zum Tibají entwässert.

### Straßen
Califórnia liegt an der BR-376 (Rodovia do Café) zwischen Apucarana und Mauá da Serra.

### Nachbarmunizipien
| Apucarana |                                             |                   |
|           | Kompassrose, die auf Nachbargemeinden zeigt |                   |
|           |                                             | Marilândia do Sul |

## Stadtverwaltung
Bürgermeister: Paulo Wilson Mendes, PSL (2021–2024)
Vizebürgermeisterin: Adriana Reis de Jesus Oliveira da Silva, PSL (2021–2024)

## Demografie

### Bevölkerungsentwicklung
| Jahr | Einwohner | Stadt | Land |
| ---- | --------- | ----- | ---- |
| 1960 | 9.004     | 16 %  | 84 % |
| 1970 | 11.562    | 26 %  | 74 % |
| 1980 | 8.082     | 42 %  | 58 % |
| 1991 | 7.329     | 62 %  | 38 % |
| 2000 | 7.678     | 74 %  | 26 % |
| 2010 | 8.069     | 75 %  | 25 % |
| 2022 | 8.710     |       |      |

Quelle: IBGE, bis 2010: Volkszählungen und Volkszählung 2022

### Ethnische Zusammensetzung
| Gruppe * | 1991    | 2000    | 2010    | wer sich als …                                                                   |
| --- | ------- | ------- | ------- | -------------------------------------------------------------------------------- |
| Weiße | 79,6 %  | 83,7 %  | 67,7 %  | weiß bezeichnet                                                                  |
| Schwarze | 1,9 %   | 4,2 %   | 3,3 %   | schwarz bezeichnet                                                               |
| Gelbe | 1,7 %   | 0,1 %   | 0,7 %   | von fernöstlicher Herkunft wie japanisch, chinesisch, koreanisch etc. bezeichnet |
| Braune | 16,7 %  | 11,0 %  | 28,1 %  | braun oder als Mischung aus mehreren Gruppen bezeichnet                          |
| Indigene | 0,1 %   | 0,8 %   | 0,2 %   | Ureinwohner oder Indio bezeichnet                                                |
| ohne Angabe | 0,0 %   | 0,2 %   | 0,0 %   |                                                                                  |
| Gesamt | 100,0 % | 100,0 % | 100,0 % |                                                                                  |
| *) Anmerkung: Das IBGE verwendet für Volkszählungen ausschließlich diese fünf Gruppen. Es verzichtet bewusst auf Erläuterungen. Die Zugehörigkeit wird vom Einwohner selbst festgelegt. |         |         |         |                                                                                  |

Quelle: IBGE (Stand: 1991, 2000 und 2010)